# Acuerdo para la mejora del crecimiento y el empleo de 2006
El 9 de mayo de 2006, el Gobierno de España firma con las organizaciones sindicales CCOO y UGT y las organizaciones empresariales CEOE y CEPYME acuerdo para la mejora del crecimiento y el empleo. Este acuerdo fue sustancialmente modificado con la reforma laboral de 2010.

## Contenido
Entre los puntos más importantes se encuentran la extensión hasta el 2007 del contrato de fomento del empleo, la subida de las bonificaciones a la contratación indefinida y la lucha contra el fraude y el abuso (cesión ilegal, encadenamiento de subcontratas,...)
- El contrato de fomento del empleo se podrá utilizar para la conversión de contratos temporales a indefinidos de personas que se encuentran en determinados colectivos (jóvenes, mujeres, parados de larga duración,...) La principal diferencia de este contrato respecto de un contrato indefinido ordinario es que la indemnización por despido es de 33 días por año trabajado en vez de 45.
- Las empresas se beneficiarán de mayores bonificaciones al realizar contrataciones indefinidas. Además de reducir sus prestaciones tanto por Desempleo como al Fogasa
- En cuanto a la lucha contra el fraude y el abuso: 
  - Se pone límite al encadenamiento de contratos temporales. Los trabajadores que en un periodo de 30 meses hubieran estado contratados durante un plazo superior a 24 meses pasarán a ser indefinidos.
  - Se aumenta la plantilla de inspectores de trabajo.
  - Se establecen nuevas instrumentos para la coordinación sindical entre empresa principal, contrata y subcontrata.

Además hay pequeñas mejoras para la protección ante la falta de empleo.[¿cuál?]
El acuerdo es resultado de dos años de negociaciones. Ha sido calificado como histórico debido a que desde el 1997 las sucesivas reformas se han realizado sin acuerdo entre los agentes sociales.[cita requerida]